# Lyda C. Ripandelli
Lyda C. Ripandelli, nata Lyda Carla Ripandelli (Carpi, 3 luglio 1916 – Milano, 8 agosto 1997), è stata una regista e sceneggiatrice italiana.

## Biografia
Molto attiva tra gli anni cinquanta e gli anni settanta in ambito televisivo, ha però iniziato la sua carriera nel cinema italiano, quando dal 1943 ha l'opportunità di fare l'assistente e l'aiuto regista di Vittorio De Sica, Pietro Germi e con Dino Risi ai suoi esordi. Nel 1951 lavora con Luigi Giachino, poi passa subito al piccolo schermo sin dal periodo sperimentale (dal 1953, con Facciamo la spia) dirigendo diverse trasmissioni di vario genere (tra gli altri il varietà musicale Una voce nella sera del 1956) e programmi per ragazzi. Per cinque edizioni è la regista dello Zecchino d'Oro (1961, 1962, 1963, 1965 e 1971).
Nel 1956 figura tra i registi della trasmissione radiofonica Le canzoni della fortuna. Nel 1958 collabora con Cesco Baseggio alla regia della riduzione televisiva della commedia I rusteghi, di Carlo Goldoni, autore che dirigerà anche nel 1966, con Le baruffe chiozzotte. Nel 1959 dirige l'adattamento televisivo del dramma Il gran maestro di Santiago, scritto da Henry de Montherlant. Nel 1961 dirige il suo primo originale televisivo, La cometa si fermò, da Vittorio Calvino, a cui ne seguiranno altri, alcuni tratti da opere letterarie. Il più conosciuto è Tre camerati di Erich Maria Remarque (che è stato pubblicato su DVD), da lei anche sceneggiato. Risale al 1978 il suo ultimo lavoro televisivo, Laura.
È sepolta al cimitero maggiore di Milano, ove dopo esumazione i resti sono stati collocati in una celletta.

## Filmografia

### Cinema
- I bambini ci guardano, regia di Vittorio De Sica (1943) – assistente regista
- Gioventù perduta, regia di Pietro Germi (1947) – assistente regista
- Buio in sala, regia di Dino Risi – cortometraggio (1950) – aiuto regista
- Miracolo a Viggiù, regia di Luigi Giachino (1951) – aiuto regista

### Televisione
- La cometa si fermò (1961)
- La scelta (1964) per la serie Vivere insieme
- Agamennone (1965)
- Le baruffe chiozzotte (1966)
- L'età del sì (1966)
- Le mani pulite (1967)
- Processi a porte aperte (1968-70) otto episodi, tra i quali Il medico delle vecchie signore, Il giocatore di scacchi, Io accuso, tu accusi e Il caso dei tre giudici
- L'istruttoria (1969)
- La legion d'onore (1970)
- La misura del rischio (1970)
- Tre camerati (1973) – anche sceneggiatrice
- Corpo 36 (1974) – anche produttrice
- Laura (1978)